# Innerst-Långhjuksnoret
Innerst-Långhjuksnoret är en sjö i Vindelns kommun i Västerbotten och ingår i Umeälvens huvudavrinningsområde. Sjön har en area på 0,118 kvadratkilometer och ligger 250,4 meter över havet. Sjön avvattnas av vattendraget Hjuksån.

## Delavrinningsområde
Innerst-Långhjuksnoret ingår i det delavrinningsområde (715972-168668) som SMHI kallar för Inloppet i Långhjuksnoret. Medelhöjden är 262 meter över havet och ytan är 2,96 kvadratkilometer. Räknas de 4 avrinningsområdena uppströms in blir den ackumulerade arean 18,61 kvadratkilometer. Hjuksån som avvattnar avrinningsområdet har biflödesordning 3, vilket innebär att vattnet flödar genom totalt 3 vattendrag innan det når havet efter 137 kilometer. Avrinningsområdet består mestadels av skog (69 procent) och sankmarker (25 procent). Avrinningsområdet har 0,16 kvadratkilometer vattenytor vilket ger det en sjöprocent på 5,3 procent.